# 5118 Elnapoul
5118 Elnapoul eller 1988 RB är en asteroid i huvudbältet som upptäcktes den 7 september 1988 av den danska astronomen Poul Jensen vid Brorfelde-observatoriet. Den är uppkallad efter Elna och Poul Hyttel, svärföräldrar till den danske astronomen Karl Augustesen.